# Москаленко Анастасія Вікторівна
Анастасія Вікторівна Москаленко (нар. 16 серпня 2000) — українська паралімпійська легкоатлетка, майстер спорту України міжнародного класу з легкої атлетики. Член збірної команди України з легкої атлетики серед спортсменів з ураженнями опорно-рухового апарату. Паралімпійська чемпіонка 2020 року та чемпіонка світу 2019 року у штовханні ядра.

## Спортивна кар'єра

### Чемпіонат світу 2019
На Чемпіонат світу з легкої атлетики, що відбувався 2019 року з 7 по 15 листопада у Дубаї (Об'єднані Арабські Емірати) завоювала золоту нагороду у штовханні ядра (F32) з рекордом чемпіонату — 6,92 м.

### Паралімпіада 2020
1 вересня 2021 року на Паралімпіаді-2020 Москаленко виборола золоту медаль, встановивши світовий рекорд[який?] у штовханні ядра.

## Державні нагороди
- Орден княгині Ольги II ст. (18 вересня 2024) — За досягнення високих спортивних результатів на XVII літніх Паралімпійських іграх у місті Парижі (Французька Республіка), виявлені самовідданість та волю до перемоги, утвердження міжнародного авторитету України[3]
- Орден княгині Ольги III ст. (16 вересня 2021) — За значний особистий внесок у розвиток паралімпійського руху, досягнення високих спортивних результатів на XVI літніх Паралімпійських іграх у місті Токіо (Японія), виявлені самовідданість та волю до перемоги, утвердження міжнародного авторитету України[4]